# Boutari

Une bouteille de Naoussa (2001).

Boutari (grec moderne : Μπουτάρη, plus précisément Μπουτάρη Οινοποιητική Α.Ε.) est l'une des plus anciennes entreprises viticoles grecques. Fondée en 1879 à Naoussa en Macédoine, elle a son siège social à Thessalonique. Elle a été essentielle dans le développement et la diffusion de l'appellation Naoussa (de), à partir du raisin xinomavro (en). En 2004, elle produisait 150 000 hl sur 550 ha.

## Histoire
Boutari fut fondée par Yannis Boutaris en 1879 à Naoussa. L'entreprise s'installa définitivement à Thessalonique en 1906. Elle reste une entreprise familiale : dans les années 2000, Marina Boutaris est la 5e génération parmi les dirigeants de l'entreprise.
À la fin des années 1960, les héritiers Konstantinos Boutaris et Yannis Jr Boutaris se partagèrent la gestion de l'entreprise : le premier s'occupa du marketing et le second de la production. En 1987, Boutari entra à la bourse d'Athènes. En 1991, elle acheta Cambas, une autre entreprise viticole familiale, d'Attique. À la fin des années 1990, les deux frères se séparèrent. Konstantinos resta à la tête de Boutari et Yannis Jr créa Kir-Yanni en s'appuyant sur le domaine de Yianakohori à Naoussa.

## Productions
L'entreprise possède diverses exploitations : en Macédoine (Naoussa), en Crète, sur Santorin.